# Université du Minnesota à Morris
L'université du Minnesota à Morris  (en anglais, University of Minnesota - Morris) est une composante de l'université du Minnesota qui se situe dans la ville de Morris.

## Histoire
Bien que l'UMN Morris ait officiellement ouvert ses portes en 1960, l'histoire de ce qui est devenu l'institution actuelle remonte à 1887. Cette année-là, le premier bâtiment de la Morris Industrial School for Indians (École Industrielle de Morris pour les Indiens), une école de pensionnat pour les Amérindiens fondée par Mother Mary Joseph Lynch (Mère Mary Joseph Lynch), a été construit sur le site et géré par les Sœurs de la Miséricorde de l'église Romaine Catholique sous contrat avec le gouvernement américain. À partir de 1898, le Bureau des Affaires Indiennes (aujourd'hui le Bureau des affaires indiennes) a repris les opérations pour introduire un programme plus progressiste,. L'école a fermé en 1909, dans le cadre d'un programme autorisé par le Congrès visant à réduire le nombre d'écoles de pensionnat en faveur de l'établissement d'écoles sur les réserves, afin que les familles et les communautés ne soient pas séparées. Le campus a été transféré à l'État du Minnesota sous l'accord que les Amérindiens seraient toujours admis sans frais de scolarité; l'UMN Morris actuel suit toujours cette politique.
En 1910, l'Université du Minnesota a créé une école résidentielle mixte sur le campus appelée l'École d'agriculture de l'Ouest-Central (WCSA). C'était l'une des quatre écoles de ce type créées par l'université dans le Minnesota pour fournir une éducation agricole et domestique à la jeunesse rurale. Le complexe comprenait également une station de recherche agricole. Le WCSA a fonctionné pendant un demi-siècle, mais une baisse des inscriptions à la fin des années 1950 a poussé l'Université du Minnesota à mettre fin à ses écoles agricoles régionales. Les résidents de la région de Morris ont convaincu l'université de développer le campus en tant que collège de quatre ans. L'Université du Minnesota Morris a ouvert en septembre 1960, intégrant progressivement des cours universitaires année après année tout en éliminant progressivement la dernière classe de lycée, qui a obtenu son diplôme en 1963.
Le seul bâtiment survivant de l'École industrielle de Morris pour les Indiens, un dortoir de 1899, a été inscrit sur le Registre national des lieux historiques en 1984. Le plus ancien bâtiment du campus, il sert maintenant de Centre de ressources multiethniques de l'UMN Morris. En 2003, un quartier historique composé du dortoir et de 10 bâtiments de la période WCSA a été inscrit sur le registre national sous le nom de West Central School of Agriculture and Experiment Station Historic District. Il a été inscrit pour avoir une importance nationale dans les thèmes de l'agriculture et de l'éducation. Le district a été nommé pour être un excellent exemple d'une école agricole résidentielle de haut niveau, l'une des plus anciennes du pays et l'une des plus intactes. C'était aussi un élément important du système influent à l'échelle nationale de l'Université du Minnesota de The Saddle Club Barn and Pine Hall are both listed on the National Register of Historic Places,.

## Académiques
Morris propose 35 majeures et 32 mineures, 13 domaines de licence en éducation, et neuf programmes pré-professionnels en éducation, humanités, sciences et mathématiques, et sciences sociales.
Selon le U.S. News & World Report, les cinq spécialités les plus populaires sur le campus sont la Psychologie Générale ; Langue et Littérature Anglaise, Générale ; Biologie/Sciences Biologiques, Générale ; Administration et Gestion des Affaires, Générale ; et Économie, Générale.
En 2018, U.S. News & World Report a classé l'UMN Morris 155e dans la liste des "National Liberal Arts Colleges" et #7 dans les "Top Public Schools" pour les Liberal Arts Colleges. Washington Monthly a classé l'UMN Morris #36 dans l'école "Best Bang for Your Buck" en 2014.

## Musique
La discipline de la musique offre des opportunités de performances telles que la chorale, les vents symphoniques, les ensembles de jazz, l'orchestre, et les récitals.
Le festival annuel de jazz a été fondé par Jim "Doc" Carlson en 1979. Des artistes de jazz de renommée mondiale sont invités à animer des cliniques et des classes de maître pour les ensembles de jazz des écoles secondaires, de la communauté et des collèges. Chaque nuit du festival se conclut par des performances de combos de jazz d'étudiants, des ensembles, et des artistes invités soutenus par le Morris Jazz I.